# レオナルド・ホドリゲス・ドス・サントス
レオ・サントス (Léo Santos) ことレオナルド・ホドリゲス・ドス・サントス（Leonardo Rodrigues dos Santos, 1998年12月9日 - ）は、ブラジル・サンパウロ出身のサッカー選手。グアラニFC所属。ポジションはDF（センターバック）。

## クラブ歴
10歳の時にSCコリンチャンス・パウリスタの下部組織に加入。2016年にサンパウロ州ユース選手権に出場し準優勝を経験した。同年11月にはレアル・マドリードから関心を寄せられていることが報道された。同月16日のフィゲイレンセFC戦でスタメンに名を連ね、プロ初出場となった。
2019年2月27日、シーズンいっぱいまでフルミネンセFCへ無償で期限付き移籍することが発表された。4月10日に右膝蓋腱炎の手術を受け全治3か月の診断を受けたが、治療が長引いたため7月22日にコリンチャンスへ戻る。翌月10日には正式にローンが打ち切られることとなった。

## 代表歴
U-17ブラジル代表として2015年の南米U-17選手権とU-17ワールドカップに参加したが、後者では出場機会がなかった。U-20代表として2017年の南米ユース選手権に参加した。

## 人物
2018年4月28日にサンパウロ市内で2人組の武装した強盗に襲われ、車や携帯電話を奪われる被害を受けた。

## タイトル

### クラブ
コリンチャンス
- カンピオナート・ブラジレイロ・セリエA : 2017
- カンピオナート・パウリスタ : 2017, 2018, 2019

### 代表
U-17 ブラジル
- 南米U-17選手権 : 2015